# ماریانو باربوسا
ماریانو باربوسا (انگلیسی: Mariano Barbosa؛ زادهٔ ۲۷ ژوئیهٔ ۱۹۸۴) بازیکن فوتبال اهل آرژانتین است  که در پست دروازه‌بان بازی ‌می‌کند.
وی همچنین در تیم ملی فوتبال زیر ۲۰ سال آرژانتین بازی کرده‌است.